# Ауреліо де Лаурентіс
Ауреліо де Лаурентіс  (італ. Aurelio De Laurentiis; 24 травня 1949, Рим) — італійський кінопродюсер, власник кінокомпанії «Filmauro» (товариство з обмеженою відповідальністю, яке займається виробництвом та розповсюдженням фільмів), засновану спільно з його батьком у 1975 році в Італії. Президент футбольного клубу «Наполі».
За свою кар'єру зняв понад 70 фільмів. Його перший фільм був знятий в 1977 році (трагікомедія «Дуже дрібний буржуа»).

## Родина
Племінник Діно Де Лаурентіса.

## Фільмографія
- 1977 Дуже дрібний буржуа / (Un borghese piccolo piccolo)
- 2005 Підручник любові
- 2007 Підручник любові — 2: Історії
- 2011 Любов: Інструкція з використання